# Los Huertos
Los Huertos é um município da Espanha na província de Segóvia, comunidade autónoma de Castela e Leão, de área 17,31 km² com população de 146 habitantes (2006) e densidade populacional de 8,78 hab/km².

## Demografia
| Variação demográfica do município entre 1991 e 2004 | Variação demográfica do município entre 1991 e 2004 | Variação demográfica do município entre 1991 e 2004 | Variação demográfica do município entre 1991 e 2004 |
| --------------------------------------------------- | --------------------------------------------------- | --------------------------------------------------- | --------------------------------------------------- |
| 1991                                                | 1996                                                | 2001                                                | 2004                                                |
| 148                                                 | 169                                                 | 156                                                 | 152                                                 |